# Ma’allanate
Ma’allanate – w 1. połowie I tys. p.n.e. asyryjskie miasto w północnej Syrii, jak dotychczas znane jedynie ze źródeł pisanych i nieprzebadane archeologicznie. Niektórzy badacze identyfikują je z istniejącym tysiąc lat wcześniej miastem Mallanum, które leżeć miało w rejonie górnego biegu rzeki Balich, natomiast inni lokalizują je bardziej na wschód, nad rzeką Chabur, na terenach pomiędzy stanowiskiem Tell Halaf (starożytna Guzana) i miastem Al-Hasaka.
Wiadomo, że na stanowisku kryjącym ruiny miasta Ma’allanate prowadzone były nielegalne prace wykopaliskowe, w trakcie których odnaleziono szereg tabliczek zapisanych pismem klinowym w języku akadyjskim, a także tabliczki zapisane w języku aramejskim - wiele z nich po odkryciu trafiło na rynek antykwaryczny, a następnie do różnych muzeów. Na chwilę obecną lista tabliczek zidentyfikowanych jako pochodzące z miasta Ma’allanate obejmuje 49 tabliczek klinowych i 24 tabliczki zapisane po aramejsku. 41 tabliczek klinowych i wszystkie tabliczki zapisane po aramejsku zakupione zostały w 1972 roku przez Musées Royaux d'Art et d'Histoire w Brukseli, a pozostałe tabliczki klinowe znajdują się odpowiednio w Muzeum Ziem Biblijnych w Jerozolimie (5 tabliczek), w Schøyen Collection w Oslo (2 tabliczki) i w Siegfried H. Horn Museum (Andrews University) w Berrien Springs (1 tabliczka). 
Zapisane na tabliczkach dokumenty z Ma’allanate pochodzą z prywatnych archiwów należących do trzech asyryjskich urzędników królewskich o imionach Handi, Harranaja i Ser-nuri. Archiwum Handi obejmuje dokumenty z lat 700-665 p.n.e., archiwum Harranaji dokumenty z lat 661-644 p.n.e., a archiwum Ser-nuri dokumenty z lat 652-622 p.n.e.. Handi, noszący w dokumentach tytuł „zarządcy pałacu” (šaknu ša ēkalli), był ojcem Harranaji, który nosił tytuł „zarządcy” (šaknu). Związek ich obu z Ser-nuri, którego tytuł w dokumentach nie jest wymieniany, nie jest jasny. 
Większość dokumentów klinowych z Ma’allanate stanowią kontrakty dotyczące zakupu i sprzedaży niewolników oraz ziemi rolniczej, spłaty długów i innych transakcji handlowych. Zawierają one standardowe zwroty i wyrażenia tradycyjnie spotykane w asyryjskich tekstach o charakterze administracyjnym i prawnym. Trzy dokumenty zapisane są pismem i dialektem babilońskim, co może wskazywać na obecność w Ma’allanate ludności deportowanej z Babilonii. Dwie osoby wspominane w dokumentach noszą imiona teoforyczne zawierające element Jahwe (Barak-Yau i Azri-Yau), co z kolei wskazywać może na obecność w tym regionie Izraelitów, najprawdopodobniej przesiedlonych tu wcześniej z zachodu przez Asyryjczyków. Miejscową, mówiącą po aramejsku ludność, reprezentują dokumenty w języku aramejskim oraz imiona aramejskie występujące we wszystkich dokumentach. Wydaje się, iż w języku aramejskim spisywane były lokalne umowy handlowe, które nie podlegały bezpośrednio asyryjskiej administracji królewskiej. 